# Stefan Jerzy Zweig
Stefan Jerzy Zweig (Cracovia, 28 gennaio 1941 – Vienna, 6 febbraio 2024) è stato uno scrittore austriaco naturalizzato israeliano, superstite dell'Olocausto.
Deportato nel campo di concentramento di Buchenwald, fu a 4 anni assieme a Joseph Schleifstein il più piccolo tra il migliaio di bambini di Buchenwald presenti al campo al momento della liberazione. Alla sua vicenda si ispirò lo scrittore austriaco Bruno Apitz nel romanzo Nackt unter Wölfen (Nudo tra i lupi) del 1958.

## Biografia
Stefan Jerzy Zweig nacque il 28 gennaio 1941 a Cracovia in Polonia durante l'occupazione tedesca da una famiglia ebraica, che così lo chiamò in onore del poeta antifascista Stefan Zweig. Il bambino si ritrovò a vivere con il padre Zacharias, la madre Helena e la sorella Sylwia nel ghetto di Cracovia e in altri campi di concentramento (Biezanow, Plaszow e Skarzysko-Kamienna), finché nell'agosto 1944 la famiglia fu divisa. La madre e la sorella furono condotte a morire nelle camere a gas di Auschwitz. Padre e figlio giunsero invece come "prigionieri politici" al campo di concentramento di Buchenwald. Stefan fu ammesso al campo con il numero 67509. 
Willi Bleicher e Robert Siewert, tra i capi della resistenza comunista del campo, si presero cura del bambino, tenendolo il più possibile nascosto alla vista dei nazisti. Una volta che il nome del bambino fu incluso in una lista di persone da inviare alla deportazione e alla morte, il suo nome e quello di altri undici persone furono sostituiti con quello di altri prigionieri, incluso un ragazzo rom di 16 anni. Nonostante gli fosse stato concesso di vivere, Stefan fu esposto come tutti i prigionieri alle dure condizioni del campo, alla fame, al freddo e alle malattie, contraendo una grave forma di tubercolosi polmonare. Padre e figlio riuscirono comunque a sopravvivere.
Quando il 12 aprile 1945 le truppe statunitensi liberano il campo vi trovarono tra gli oltre 21.000 prigionieri anche un migliaio di bambini e adolescenti. I bambini di Buchenwald furono il gruppo più numeroso di bambini ritrovato in vita in un campo di concentramento. L'organizzazione clandestina di Buchenwald fece tutto il possibile per dare loro protezione e futuro. A 4 anni Stefan Jerzy Zweig (al campo dall'agosto 1944) e Joseph Schleifstein (giuntovi nel gennaio 1945) furono i più piccoli tra i bambini di Buchenwald presenti al momento della liberazione. Il più giovane prigioniero di cui si abbia notizia al campo è Yidele Henechowicz (nato nel 1942) che giunse a Buchenwald nel novembre 1944 ma immediatamente trasferito nel gennaio 1945 al campo di concentramento di Bergen-Belsen.
Stefan fu tra gli ultimi prigionieri a lasciare Buchenwald, essendo il padre impegnato nel lavoro di traduttore per le forze alleate. Padre e figlio si recarono dapprima in Polonia in cerca di notizie sulla madre e la sorella. A causa dell'aggravarsi delle condizioni di salute del bambino, si rese necessario il suo ricovero in sanatorio, a Grenoble e Mentone in Francia, finché nel 1949 fu possibile per lui emigrare con il padre in Israele. Completati la scuola superiore e il servizio militare, studiò all'università a Tel Aviv e quindi in Francia a Lione. Nel 1958 lo scrittore Bruno Apitz, anch'egli un reduce di Buchenwald, pubblicò il romanzo Nackt unter Wölfen, diventato poi un bestseller e nel 1963 venne adattato per il cinema. Apitz non conobbe personalmente il bambino ma la sua storia si ispirò, seppur molto liberamente, a racconti che lo scrittore aveva ascoltato circa il bambino. Qualcuno si ricordò di Stefan e lo volle cercare. La Repubblica Democratica Tedesca offrì una borsa di studio al "bambino di Buchenwald", reso celebre dal romanzo e dal film. Fu così che nel febbraio 1964 Stefan, accolto come un eroe, si trasferì a studiare cinematografia alla Filmhochschule di Berlino Est. Terminati gli studi e sposatosi, nel 1972 si trasferì con la famiglia a Vienna. Il padre che viveva con loro morì in quello stesso anno (una sua memoria autobiografica fu consegnata a Yad Vashem e pubblicata nel 1987 con il titolo "Mein Vater, was machst du hier...? Zwischen Buchenwald und Auschwitz"). Zweig lavorò per molti anni in Austria come cameraman per la televisione austriaca ORF (Österreichischer Rundfunk).
Nel 2005, nel 60º anniversario della liberazione di Buchenwald, Stefan pubblicò un volume autobiografico Tränen allein genügen nicht, in cui spiegò le differenze tra la propria storia e quella raccontata nel romanzo di Apitz e difese il coraggio e l'operato dei propri salvatori, costretti anche a scelte difficili e controverse dallo stesso sistema di morte al quale si opponevano. Nel 2007 lo studioso Bill Niven dedicò alla vicenda di Stefan Zweig un intero capitolo del suo libro sui bambini di Buchenwald, cercando di offrire una visione equilibrata della vicenda al di là di ogni leggenda o propaganda.

## Foto e filmati d'archivio
A Buchenwald erano presenti tra i sopravvissuti due bambini di 4 anni: Joseph Schleifstein (Janek Szlajtsztajn) e Stefan Jerzy Zweig. Le fonti spesso li confondono, spesso attribuendo a l'uno o all'altro le stesse foto. Joseph Schleifstein (Janek Szlajtsztajn) è chiaramente identificato nelle foto dai vestiti dove è cucito il numero di prigionia 116.543, che indossa al campo e quindi in occasione di interviste e celebrazioni. Anche Stefan Jerzy Zweig è identificabile dai vestiti che indossa e dal numero diverso, in particolare dal fatto che è il bambino che a Buchenwald porta degli stivali (Joseph invece ha degli scarporcini). Stefan appare anche per 30 secondi in un filmato a colori ripreso nei giorni immediatamente seguenti alla liberazione (l'immagine è quella che verrà utilizzata dallo stesso Stefan nella copertina della sua autobiografia).
- (EN) Filmato a colori del campo nei giorni immediatamente seguenti alla liberazione. Stefan Jerzy Zweig vi compare per 30 sec. (7:30 fino a 8:00), su collections.ushmm.org.
- (DE) Stefan Jerzy Zweig a Buchenwald, dopo la liberazione (foto di Alfred Stüber, 1945), su fotoarchiv.buchenwald.de.
- (DE) Stefan Jerzy Zweig portato a spasso da due altri giovani prigionieri, dopo la liberazione (foto di Gérard Raphaël Algoet, 1945), su fotoarchiv.buchenwald.de.
- (EN) Altra foto di Stefan Jerzy Zweig in posa assieme ad altri due giovani prigionieri, dopo la liberazione (1945), su collections.ushmm.org.[8]
- (DE) Romek Wajsman, Stefan Jerzy Zweig e David Perlmutter a Buchenwald (1945), su fotoarchiv.buchenwald.de.[9]
- (DE) Romek Wajsman, Stefan Jerzy Zweig e David Perlmutter a Buchenwald (1945), su fotoarchiv.buchenwald.de.[10]
- (DE) Stefan Jerzy Zweig con un prigioniero adulto di fronte ad una baracca (1945), su fotoarchiv.buchenwald.de.[11]
- (EN) Foto di gruppo di alcuni tra i più piccoli bambini di Buchenwald (I), incluso (al centro) Stefan Jerzy Zweig (1945), su collections.ushmm.org.
- (EN) Altra foto di gruppo di alcuni tra i più piccoli bambini di Buchenwald (II), incluso (al centro) Stefan Jerzy Zweig (1945), su collections.ushmm.org.[12]